# 羽状扁蛛
羽状扁蛛（学名：Plator pennatus）为转蛛科扁蛛属的动物。在中国大陆，分布于云南等地，一般生活于树皮和墙壁的缝隙。该物种的模式产地在云南。